# Sony Ericsson W995

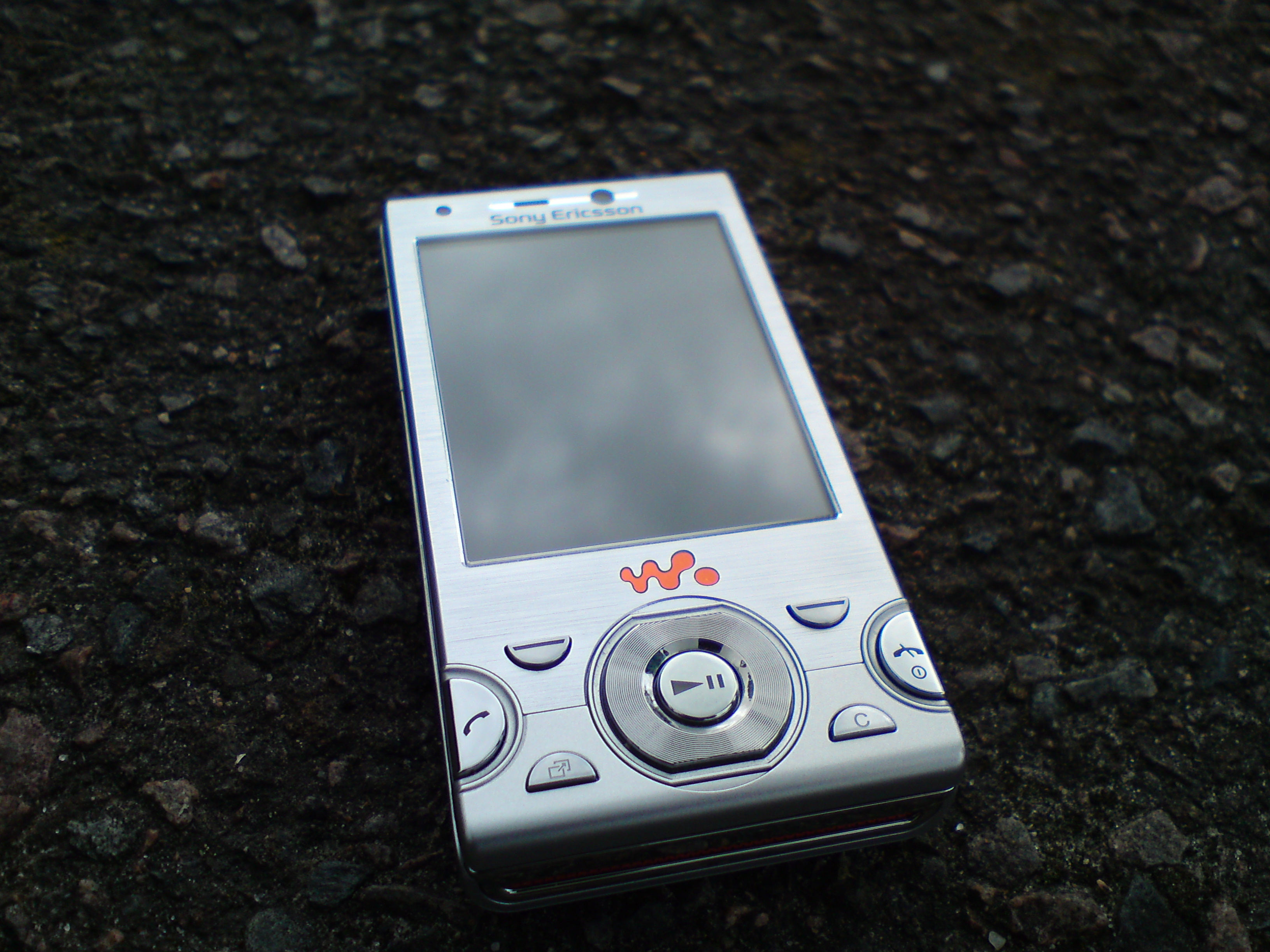
Siny Ericsson W995 i - color plateado cósmico

El Sony Ericsson W995 es un Teléfono móvil perteneciente a la serie Walkman de Sony Ericsson. El cual fue anunciado en febrero dtel 2009 y lanzado en mayo del mismo año en 3 colores: Negro progresivo, Plateado cósmico y Rojo enérgico.
En la etapa de desarrollo, su nombre clave fue"Hikaru"
Es considerado por muchos como el modelo más avanzado de la serie Walkman, gracias a sus características, detalladas a continuación.

## Descripción

### Dimensiones, Diseño y peso
El teléfono tiene un diseño deslizable y terminación en metal, sus dimensiones son de 97x49x15mm y su peso de 113 g.
Cuenta con un soporte integrado para colocarlo sobre una superficie plana (especial para ver videos y/o películas) y un Jack de 3.5mm (véase Música y Multimedia)
Tiene un sensor de luz integrado, así como también un acelerómetro (3 ejes)
También Integra una cámara frontal para Video llamadas

### Pantalla
Posee una pantalla TFT de 2.6 pulgadas y aproximadamente 262.144 colores (256K) con una resolución de 240*320 pixeles (QVGA)
Con el sensor de luz integrado aumenta o disminuye el brillo de la pantalla según sea necesario, aumentando la duración de la batería y mejorando el uso general.

### Conectividad
Soporta de redes GSM 850/900/1800/1900 y las 3G HSDPA 900/2100/850/1900.
También cuenta con Wi-Fi 802.11, DLNA y Bluetooth V2.0 con A2DP por lo tanto cubre muy bien las necesidades de conectividad de su epoca, aunque no incluye un puerto infrarrojo (IRDA) como anteriores modelos de Sony Ericsson.

### Música y Multimedia
Como todos los teléfonos pertenecientes a la serie Walkman, el W995 ha sido pensado como un teléfono multimedia, por lo tanto cuenta con el menú de medios de Sony Ericsson, donde se puede acceder fácil y rápidamente a Fotos, Videos, Música, Juegos, Documentos RSS y demás contenido, todo con un apartado visual muy agradable característico de la serie Walkman.
Todo el menú de medios, incluyendo el reproductor Walkman, la galería de fotografías e imágenes, el navegador integrado (NetFront™ v3.4) y el reproductor de video se ajustan automáticamente entre el modo normal o el horizontal gracias el acelerómetro.
En cuanto a la reproducción de música, el W995 posee una calidad de audio excepcional, cuenta con el reproductor Walkman™ en versión 3.0 que permite un control fácil y muy vistoso de las canciones, agrupándolas ya sea en Listas de reproducción como por Artista, Género, Año, Álbum, etc.
Tiene también la aplicación Sens Me™, con la cual se puede organizar las pistas basándose en su características, creando una lista de reproducción en función de nuestro estado de ánimo y posee Shake Control™, gracias al cual se puede Aumentar/Disminuir el volumen y Cambiar de pistas agitando o moviendo el teléfono en distintas direcciones.
Posee Altavoces estéreo, y un Jack de 3.5mm además del ya acostumbrado Fast Port, por lo tanto es posible conectar 2 auriculares al mismo tiempo, usando unos en el Fast Port y otros en el Jack.
Cuenta también con radio Estéreo FM y RDS, y con el aclamado "Clear Bass" 
Dato: Fue nombrado como "Mejor teléfono Europeo de Música 2009-2010" por la European Imaging and Sound Association (EISA)
Integra el servicio Track ID™ que permite determinar las características de una canción (Nombre, Artista, Disco, Etc.) grabando unos segundos de la misma, que son enviados a un servidor y analizados para conseguir los datos.
Es compatible con Media Go™, un organizador de contenido que hace más fácil el intercambio entre el teléfono y el ordenador, también acepta Podcasts, Transmisión de video Ininterrumpida e Integra una aplicación para Youtube.
La reproducción de video es también un aspecto muy cuidado, con una calidad realmente muy buena gracias a la pantalla extra nítida y cuenta con varias funciones extra.
Con el soporte integrado, y gracias a la rotación automática, es posible poner el teléfono sobre una superficie en una posición ideal para ver películas o videos en él.
La galería de imágenes organiza las Fotografías e imágenes con facilidad, y agrupa las fotos tomadas en un solo lugar, organizadas por el mes en que fueron tomadas, permitiendo además agruparlas con Etiquetas Geográficas.
El teléfono soporta juegos y Aplicaciones en Java, y usa el perfil java JP-8.4, permite juegos o aplicaciones basadas en movimiento, gracias al acelerómetro.

### Cámara
El W995 tiene la cámara de mayor resolución de la serie Walkman, su cámara de 8.1MP es directamente heredada del C905 (Si bien el sensor no es exactamente el mismo, es muy similar) pero a diferencia del C905, el W995 no cuenta con flash Xenón, sino que usa un flash led, tampoco tiene un protector deslizable para la cámara (algo con lo que el C905 si cuenta).
La cámara tiene ajuste de foco automático (Autofoco) y varios extras como: Detección de sonrisa, BestPic™, Detección de rostros, localización geográfica de la foto (Geo-tagging), estabilizador de imagen y etc.
Cuenta con Zoom digital de hasta 16X, que puede usarse en cualquier resolución, a diferencia de otros modelos de Sony Ericsson, donde el Zoom se limita según la resolución elegida, sin embargo, el Zoom digital disminuye mucho la calidad final de las fotografías.
También integra un sensor de luz, destinado a controlar el flash y los ajustes de luz automáticos.
Los ajustes permitidos por la cámara son varios:
- Modo de disparo (Normal, Detección de sonrisa, Best Pic™, Panorama y Marcos)
- Escenas (Automática, Paisaje Penumbra, Paisaje, Retrato, Playa/Nieve, Deporte y Documento)
- Tamaño de Imagen (8MP, 5MP, 2MP y VGA)
- Foco (Automático, Detección de Rostros, Macro e Infinito)
- Flash (Automático o Desactivado)
- Temporizador (Activado o Desactivado)
- Modo de Medición (Normal y Foco)
- Balance de Blancos (Automático, Día, Nublado, Fluorescente e Incandescente)
- Efectos (Blanco y Negro, Negativo, Sepia y Sobreexponer)
- Menú de ajustes (Calidad de la foto, Luz para el enfoque automático, Velocidad del Best Pic™, Visualización de la foto luego de tomarla, Estabilizador de imagen, Geo-tagging, Guardado en M2 o Teléfono, Giro automático, Sonido de foto, Restablecer todos los ajustes y Reiniciar el contador de fotografías tomadas)

Permite la grabación de video en 240*320 pixeles a 30fps, puede aplicar los mismos efectos que a las fotografías, tiene un modo nocturno disponible, luz de apoyo, y estabilizador para el video.

### Memoria
La memoria del teléfono disponible para el usuario es de aproximadamente 68 MB hasta 118 MB (puede variar) y soporta tarjetas de memoria Memory Stick Micro (M2) de hasta 16Gb.
Por lo general, el teléfono incluye una M2 de 8Gb.

### GPS
El W995 integra GPS, y la Aplicación Google Maps para usarlo, también tiene integradas aplicaciones deportivas basadas en GPS.
Incluye la aplicación Wayfinder Navigator (En una versión de prueba)

### Otras características
- Incluye el servicio PlayNow™
- Incluye VideoDJ™, PhotoDJ™ y MusicDJ™
- También tiene un sistema de "Control remoto" vía Bluetooth y Grabadora de sonidos, como la mayoría de los teléfonos de Sony Ericsson.

### Apartado Visual y Sistema
El W995 corre el sistema basado en Java y modificado de la mano del fabricante para asi dar una mejor experiencia al usuario, tiene un apartado visual muy cuidado, mayoritariamente basado en flash, con menús, animaciones y otros efectos presentados de esa manera.

### Otros detalles
Plataforma: DB3210 
Cid: 53
Versiones de firmware disponibles: R1EA026, R1EA028, R1EA032, R1EA033, R1FA034, R1FA035, R1FA036, R1GA026, R1GA028, R1GA031, R1GA032, R1GB003, R1GC002, R1HA035, R1HA036
Cámara: Principal: Sony-MCB1171 (8.1MP) 
Secundaria: Foxconn-1200-0117 HIKARU / NECEL-MP202

### Modding
El modding en los teléfonos Sony Ericsson fue muy popular, en el caso del W995 se encuentra en pleno desarrollo, ya que su plataforma es (relativamente) nueva, por ahora se puede tener acceso casi total al sistema de archivos (FS) del teléfono y cambiar Acoustics (drivers de audio), Camdrivers (Drivers de cámara), Fonts (Tipo de letra) y etc.
Se puede también de esta manera reemplazar los iconos que tiene el teléfono (por ejemplo, el indicador de batería) ya que estos se encuentran en un archivo dentro del FS.
Si se pasa el teléfono a Brown es posible aplicar parches al sistema (Main) del mismo.
El Sony Ericcson w995 cuenta también con Play Now Plus, descarga gratuita de millones de canciones, reproducibles durante un periodo de seis meses tanto en equipos móviles como en equipos de cómputo (para este último, los teléfonos con PlayNow plus incluyen un reproductor gratuito para PC). PlayNow plus es compatible con la función TrackID, lo cual permite identificar canciones, buscarlas y descargarlas automáticamente. 
Al transcurrir los seis meses, el servicio obsequiará al usuario las 100 canciones más escuchadas libres de derechos de autor (DRM free) para su reproducción en cualquier reproductor portátil de MP3.